# Алоказія
Алока́зія (Alocasia) — рід тропічних та субтропічних рослин родини кліщинцевих (Araceae).

## Будова
Рослини вирізняються великими лопатевими листками (до 1 м) на довгих черешках та наявністю коренеплодів чи бульбоцибулин.

## Поширення та середовище існування
Походить з Південно-східної Азії та Австралії. Зараз широко культивуються як декоративні росли по усьому світові.

## Види
Рід містить 79 видів.
- Alocasia acuminata Schott: (Індонезія)
- Alocasia aequiloba N.E.Br.: (Нова Гвінея)
- Alocasia alba Schott: (Шрі Ланка)
- Alocasia arifolia Hallier f.: (Малайзія)
- Alocasia atropurpurea Engl.: (Філіппіни)
- Alocasia augustiana L.Linden & Rodigas: (Нова Гвінея)
- Alocasia baginda Kurniawan & P.C.Boyce: (Калімантан)
- Alocasia balgooyi A.Hay: (Сулавесі)
- Alocasia beccarii Engl.: (Малайзія)
- Alocasia boa A.Hay: (Нова Гвінея)
- Alocasia boyceana A.Hay: (Філіппіни)
- Alocasia brancifolia (Schott) A.Hay: (Нова Гвінея)
- Alocasia brisbanensis (F.M.Bailey) Domin: «Лілія-ложка» (Австралія)
- Alocasia cadieri Chantrier: (Південно-східна Азія)
- Alocasia celebica Engl. ex Koord: (Сулавесі)
- Alocasia clypeolata A.Hay: «Зелений щит» (Філіппіни)
- Alocasia cucullata (Lour.) G.Don in R.Sweet: «Китайське таро» (Індонезія)
- Alocasia culionensis Engl.: (Філіппіни)
- Alocasia cuprea K.Koch: (Борнео)
- Alocasia decipiens Schott: (Індонезія)
- Alocasia decumbens  Buchet: (В'єтнам)
- Alocasia devansayana (L.Linden & Rodigas) Engl.: (Нова Гвінея)
- Alocasia fallax Schott: (Гімалаї, Бангладеш)
- Alocasia flabellifera A.Hay: (Нова Гвінея)
- Alocasia flemingiana Yuzammi & A.Hay: (Ява)
- Alocasia fornicata (Roxb.) Schott: (Індія, Індонезія)
- Alocasia gageana Engl. & K.Krause in H.G.A.Engler: (Бірма)
- Alocasia grata Prain ex Engl. & Krause in H.G.A.Engler: (Індонезія)
- Alocasia hainaica N.E.Br.: (Північний В'єтнам)
- Alocasia heterophylla (C.Presl) Merr.: (Філіппіни)
- Alocasia hollrungii Engl.: (Нова Гвінея)
- Alocasia hypnosa J.T.Yin, Y.H.Wang & Z.F.Xu: (Китай, Індокитай)
- Alocasia hypoleuca P.C.Boyce: (Таїланд)
- Alocasia infernalis P.C.Boyce: (Борнео)
- Alocasia inornata Hallier f.: (Суматра)
- Alocasia jiewhoei V.D.Nguyen: (Камбоджа)
- Alocasia kerinciensis A.Hay: (Суматра)
- Alocasia lancifolia Engl.: (Нова Гвінея)
- Alocasia lauterbachiana (Engl.) A.Hay: (Нова Гвінея)
- Alocasia lecomtei Engl.: (В'єтнам)
- Alocasia longiloba Miq.: (Малайзія)
- Alocasia macrorrhizos (L.) G.Don in R.Sweet: «Велетенське таро», «мавпяча квітка» (Південно-східна Азія, Австралія, Океанія)
- Alocasia megawatiae Yuzammi & A.Hay: (Сулавесі)
- Alocasia maquilingensis Merr.: (Філіппіни)
- Alocasia melo A.Hay: (Борнео)
- Alocasia micholitziana Sander: «Слонячі вуха» (Філіппіни)
- Alocasia minuscula A.Hay: (Борнео)
- Alocasia monticola A.Hay: (Нова Гвінея)
- Alocasia navicularis (K.Koch & C.D.Bouché) K.Koch & C.D.Bouché: (Гімалаї)
- Alocasia nebula A.Hay: (Борнео)
- Alocasia nicolsonii A.Hay: (Нова Гвінея)
- Alocasia nycteris Medecilo, G.C.Yao & Madulid: (Філіппіни)
- Alocasia odora (Lindl.) K.Koch: «Нічна запашна лілія» (Південно-східна Азія, Китай)
- Alocasia pangeran A.Hay: (Борнео)
- Alocasia peltata M.Hotta: (Борнео)
- Alocasia perakensis Hemsl.: (Малайзія)
- Alocasia portei Schott: (Нова Гвінея)
- Alocasia princeps W.Bull: (Малайзія)
- Alocasia principiculus A.Hay: (Борнео)
- Alocasia puber (Hassk.) Schott: (Ява)
- Alocasia puteri A.Hay: (Борнео)
- Alocasia pyrospatha A.Hay: (Нова Гвінея)
- Alocasia ramosii A.Hay: (Філіппіни)
- Alocasia reginae N.E.Br.: (Borneo)
- Alocasia reginula A.Hay: «Чорний вельвет»
- Alocasia reversa N.E.Br.: (Філіппіни)
- Alocasia ridleyi A.Hay: (Борнео)
- Alocasia robusta M.Hotta: (Борнео)
- Alocasia sanderiana W.Bull: (Філіппіни)
- Alocasia sarawakensis M.Hotta: (Борнео)
- Alocasia scabriuscula N.E.Br.: (Борнео)
- Alocasia scalprum A.Hay: (Філіппіни)
- Alocasia simonsiana A.Hay: (Нова Гвінея)
- Alocasia sinuata N.E.Br.: (Філіппіни)
- Alocasia suhirmaniana Yuzammi & A.Hay: (Сулавесі)
- Alocasia venusta A.Hay: (Борнео)
- Alocasia vietnamensis V.D.Nguyen: (В'єтнам)[2]
- Alocasia wentii Engl. & K.Krause: (Нова Гвінея)
- Alocasia wongii A.Hay: (Борнео)
- Alocasia zebrina Schott ex Van Houtte: (Філіппіни)

## Використання
Бульбоцибулина їстівні, проте їх вживання ускладнюється наявністю великої концентрації оксалата кальцію, що може призвести до оніміння горла та язика. Вживаються лише після спеціальної підготовки. Alocasia macrorrhizos використовують як декоративну рослину.